# 差別図書
差別図書（さべつとしょ）は差別を肯定したり助長したりする内容の書籍。差別扇動本と呼ばれることがある。部落地名総鑑などがこれに当たる。